# Uadi Merguellil
El uadi Merguellil (en árabe: وادي مرق الليل) es un uadi que fluye en el centro de Túnez, más precisamente al oeste de la ciudad de Cairuán. Con un caudal irregular, con una media de 0,6 m³ / s por año, drena las precipitaciones que afectan a la cordillera tunecina junto a los wadis de Zeroud y Nebhana; Por tanto, es uno de los principales ríos que desembocan en la llanura de Cairuán. Durante los meses de lluvia, riega esta importante región agrícola donde el nivel freático juega un papel importante.
Durante mucho tiempo fuente de devastadoras inundaciones, fue controlada durante el siglo XX con la construcción de diversas instalaciones de protección, entre ellas la presa El Haouareb, que no deja de afectar el equilibrio del entorno regional. en términos de gestión del agua y la erosión.
Generalmente está seco buena parte del año. Se trata más que de un río de una serie de uadis que drenan la región del Djebel Ousselat pero su origen está más al oeste al lado de Maktar. Los uadis son controlados por el embalse del Houareb que toma el nombre de la villa de El Houareb a unos 12 km al sudeste de Haffouz y a 30 km al suroeste de Cairuán Continúa después recogiendo las aguas de los uadis del Djebel Cherichira (especialmente el uadi de Cherichira) y Djebel Baten, y se seca cerca de Kairuan. Su curso como río es de 30 km pero el total es de 85 km. Las avenidas del agua que trae acaban en parte en la Sebkha Kelbia, mientras otras se juntan al uadi Zeroud que corre paralelo 15 km más al sur.La pluviometría reducida de la región hace que no lleve agua en verano pero produzca inundaciones en otoño, cuando la lluvia cae en poco tiempo. La construcción del embalse ha puesto en regadío la zona y ha evitado inundaciones, pero ha reducido el agua de las capas freáticas que están sobreexplotadas.

## Geografía

### Curso

Cuencas de drenaje de los uadis Zeroud, Merguellil y Nebhana

El cauce del uadi Merguellil se origina en las cadenas montañosas de la meseta  de Makthar y luego se dirige al sureste, tomando los nombres sucesivos de uadi Bahloul, Chrira y Kerd, hasta el sinclinal de Jebil donde se bifurca de oeste a este. Luego gira nuevamente hacia el sureste, tomando el nombre de Merguellil,  y corre a lo largo del flanco occidental de Jebel Ousselat, recibiendo una serie de uadis secundarios que drenan la región.
Tras cruzar la falla de El Haouareb, en la que se construyó una presa, se convierte en un lecho ancho pero inestable a través de la llanura de Cairuan;  recoge las aguas de los uadis del Djebel Cherichira (en particular del uadi Cherichira) y del Djebel Baten, antes de dirigirse hacia el noreste.
Sus aguas no desembocan en el mar Mediterráneo, pero a veces terminan en parte en el sebkha Kelbia mientras que otra parte se une al uadi de Zeroud que fluye en paralelo, quince kilómetros más al sur.

### Hidrografía
La línea divisoria de aguas del cauce de Merguellil está limitada por la  vertiente meridional de los jebels Bellouta y Serdj en el norte, por la meseta de El Alâa en el sur, por el Djebel Barbrou y la meseta alta de Kesra en el oeste y por la llanura de Cairuán al este; esta última también constituye su salida natural. Se divide entre una parte río arriba relativamente montañosa, que cubre 118.000 hectáreas, y una parte río abajo formada por una vasta llanura agrícola que cubre 35.532 hectáreas. La cuenca aguas abajo tiene un gran reservorio acuífero pero el nivel freático aluvial, único recurso de agua dulce disponible, se explota allí sin un control real, lo que ha provocado un descenso de su nivel, ya que ya no es abastecido por la inundacions del uadi controlado por represas río arriba; la fuerte caída del nivel piezométrico supera en algunas zonas el metro por año.·
Además, debido a las actividades agrícolas, la presión sobre el medio ambiente ha provocado la degradación de las laderas y la erosión en toda la cuenca, siendo la cuenca aguas arriba una de las regiones más erosionadas del centro de Túnez..Este fenómeno provocó la contaminación del agua por sedimentos y la obstrucción de las infraestructuras hidráulicas (presas y canales de riego) ubicadas aguas abajo; la presa de El Haouareb recibe de promedio 2,1 millones de toneladas de sedimento por año.
La mayoría de los afluentes del uadi Merguellil se encuentran en su margen derecha: los uadis Morra, Zebbes, El Hammam y Ben Zitoune.

### Hidrología
El uadi Merguellil, debido a su característico perfil de uadi, se alimenta de acuerdo con un patrón de precipitaciones irregular generado por influencias climáticas irregulares: un clima fresco, húmedo y subhúmedo en el norte y un clima árido y desértico en el sur. Esta situación conduce a fluctuaciones marcadas por importantes irregularidades pluviales (en promedio del orden de 300 milímetros por año) y grandes amplitudes térmicas; las lluvias también son más intensas río arriba que río abajo. La escasez de lluvias conduce a una virtual ausencia de agua en verano, pero a veces provoca importantes inundaciones en otoño, cuando la lluvia cae en un corto período de tiempo. La región experimentó varios episodios documentados de inundaciones durante el siglo XX.
Así, entre el 7 y el 13 de diciembre de 1931, lluvias importantes del orden de 100 a 200 milímetros afectaron la cuenca aguas arriba, provocando inundaciones, desbordamiento de la sebkha Kelbia y corte de la carretera en Sidi Bou Ali. Sin embargo, estas no se pueden comparar con las que afectaron a casi todo Túnez en el otoño de 1969 y que tuvieron dramáticas consecuencias económicas y humanas (varios cientos de muertes y decenas de miles de personas sin hogar).
El episodio comienza con precipitaciones relativamente bajas durante los primeros veinte días de septiembre y provoca una inundación débil del uadi. La última parte del mes, en cambio, es mucho más lluviosa y por sí sola supera la precipitación media mensual; la región de Makthar tiene un excedente de 377,1 milímetros y la de Cairuan de 98,3 milímetros. Las lluvias de octubre, especialmente en el período del 21 al 31 de octubre, vuelven a ser excepcionales en comparación con la media mensual (superávit de 398,8 milímetros en Makthar y 438,5 milímetros en Cairuan). Estas conducen a inundaciones brutales: el uadi lleva durante los dos meses un total de 155 millones de metros cúbicos con un caudal máximo medido en Haffouz de 4000 m³ / s. Incluso si los desbordamientos se limitan a ciertas áreas (El Haouareb, Raqqada y Kairouan rodeados de agua pero protegidos por diques apenas terminados), han provocado cambios en el lecho del uadi y fenómenos de cascada significativos. la erosión y la sedimentación causan daños importantes. La sebkha Kelbia , seca y con una capacidad de 200 millones de metros cúbicos, finalmente se desbordó a través del uadi Essed hacia la sebkha Halk El Menzel, cuyas aguas finalmente desembocaron en el mar Mediterráneo. Este episodio fue el último de su tipo antes de la construcción de la presa de El Haouareb.

### Gobernaciones y principales delegaciones que cruza

Mapa de las Delegaciones atravesadas

La parte noroeste de la cuenca se ubica en la gobernación de Siliana; Sin embargo, casi el 80% de su superficie se encuentra en la Gobernación de Kairuán:
- Gobernación de Siliana;
  - Delegación de Makthar;
  - Delegación de Kesra;
- Gobernación de Kairuán;
  - Delegación de El Alâa;
  - Delegación de Haffouz;
  - Delegación de Chebika;
  - Delegación de Oueslatia;
  - Delegación de Hajeb El Aaiún.

## Historia

### Historia de la cuenca hidrográfica

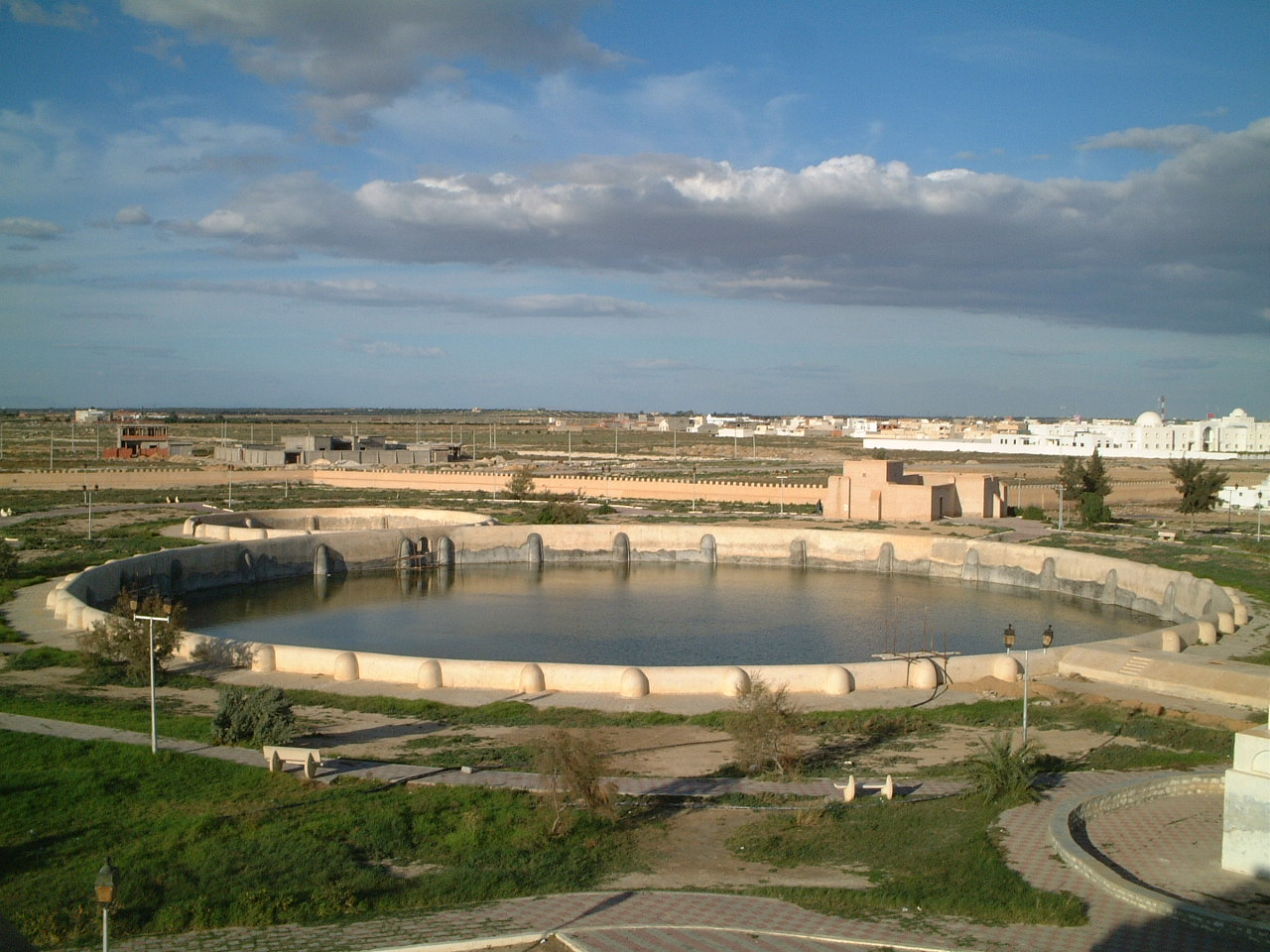
Cisternas de los Aglabíes en Cairuán, parcialmente alimentadas por un sistema de drenaje de las aguas del Merguellil.

En la cuenca del cauce del Merguellil se han encontrado vestigios de una presencia humana que se remonta al Paleolítico Inferior y dan testimonio de la edad de la población de la región por poblaciones nómadas.
A su llegada, los romanos, los primeros ocupantes sedentarios, se asentaron principalmente en las zonas ricas en agua de la cuenca aguas arriba, más favorables para el desarrollo de la vivienda y la agricultura y donde se han encontrado diversos restos.· Introdujeron técnicas de aprovechamiento del agua de escorrentía,  en particular mediante la construcción de estructuras de captación de agua, y desarrollaron el cultivo del olivo -actividad ilustrada por los numerosos lagares encontrados- pero también la cría. y cultivo de cereales.
A partir del siglo VII, las diversas invasiones destruyen las instalaciones existentes; la tribu árabe de Zlass finalmente se instaló en la llanura, confinando a los bereberes en las montañas como el Djebel Ousselat. Los árabes no aportaron nuevas técnicas agrícolas y se centraron en el desarrollo urbano: Cairuan fue así dotado de un gran desarrollo hidráulico,  las Cisternas de los  Aglabíes que recogían agua de la cuenca para abastecer de agua potable a la ciudad.
En los siglos XVIII y XIX, la mayoría de las poblaciones aún eran nómadas, pero la región no experimentó ninguna emigración real, a pesar de la pobreza que afectaba a las zonas esteparias, que se limitaba a migraciones estacionales destinadas a complementar los ingresos agrícolas. ; esta situación es diferente a la de la mayor parte del país en ese momento. Cuando los colonos franceses se asentaron en la llanura a finales del siglo XIX e hicieron grandes plantaciones allí, obligaron a los nómadas a partir hacia las montañas. De hecho, su instalación sigue siendo más limitada en la cuenca aguas arriba debido a su carácter poco propicio para los cultivos de cereales. Solo se han desarrollado allí dos grandes fincas francesas para exportar cereales, productos ganaderos y arboricultura a Francia: una en el sitio de la presa de El Haouareb (3.700 hectáreas) y la otra en un parte de las actuales delegaciones de Haffouz y Oueslatia (8.000 hectáreas)..  La agricultura modernizada ha llevado a la aparición de centros rurales, como Pichon (ahora Haffouz), cerca de las granjas y modifica profundamente el paisaje agrícola, en particular a través de la destrucción de las instalaciones tradicionales de recolección de agua. Combinadas con un arado profundo, estas transformaciones causan rápidamente erosión y una reducción significativa de la fertilidad del suelo.
Después de la independencia del país en 1956, la arboricultura y la aparición del riego a gran escala (especialmente a partir de la década de 1970) mejoraron el potencial agrícola de la cuenca aguas abajo,· pero nuevamente alteraron el paisaje rural. Al mismo tiempo, el desarrollo de cultivos reduce la superficie disponible para la cría ganadera, lo que se traduce en una reducción del tamaño de los rebaños y una sedentarización de poblaciones aún nómadas.  Regiones tradicionalmente apreciadas, las zonas montañosas se están convirtiendo en zonas de pobreza, con el desarrollo de las ciudades fomentando rápidamente el éxodo rural, incluso si pocos habitantes de la cuenca emigran al extranjero.· Es por ello que el Estado ha implementado una política a favor de las zonas sin litoral de la cuenca río arriba desde 1987; Sin embargo, su desarrollo sigue siendo difícil, ya que la mayoría de los hogares no tienen agua corriente y algunos hogares solo son accesibles a través de vías no transitables.

### Infraestructuras
Se han construido varias presas en la cuenca aguas arriba del cauce del Merguellil para luchar contra las inundaciones y abastecer de riego a las zonas agrícolas. Por tanto, el funcionamiento hidrológico del uadi se ha visto alterado. Numerosos trabajos de protección contra la erosión también han modificado significativamente los flujos superficiales que alimentan el uadi.
La cuenca del Merguelil fue así objeto de arreglos ad hoc contra la erosión a partir de la década de 1950. Luego de algunos trabajos realizados en el marco de obras públicas para combatir el desempleo, un proyecto en cooperación con USAID fue  financiando entre 1962 y 1972 las primeras intervenciones (riberas y pequeñas presas en las laderas  de las colinas).· Pero fueron las grandes inundaciones de 1969 las que dieron lugar a importantes desarrollos en el marco de una política global. La presa de El Haouareb, inaugurada en 1989, es la principal; Debe su nombre a la ciudad de El Haouareb, ubicada a doce kilómetros al sureste de Haffouz y treinta kilómetros al suroeste de Cairuán. Construido conforme a los caudales de 1969, tiene una capacidad máxima de 90 millones de metros cúbicos, pero nunca se ha llenado por completo, variando la entrada media anual entre 5 y 37 millones de metros cúbicos.
Para evitar la sedimentación, la cuenca aguas arriba está equipada con más de 200 km² de riberas, lagos y pequeñas presas en las vertientes de colinas (38 lagos y cinco presas en las laderas de las colinas) para un volumen promedio de un millón de metros cúbicos.· Tres décadas después, dieron paso a la planificación integrada. Porque, si esto reduce la sedimentación de la presa de El Haouareb, al mismo tiempo conduce a una reducción en el suministro de agua río abajo, amenazando la explotación del nivel freático en la llanura de Cairuán, que depende de la recarga de la presa .

## Actividades económicas
La cuenca del cauce del Merguellil, por su ubicación en el centro de Túnez y a pesar de su clima irregular, representa un fuerte potencial para el desarrollo agrícola del país: más del 85% de la población es, además, rural, mayoritariamente con vocación agropastoril. A pesar de las difíciles condiciones y la expansión de la arboricultura, el cultivo de cereales sigue siendo un recurso importante. La mayor parte del agua del uadi se extrae de la cuenca aguas abajo, a través de una muy alta densidad de obras para explotar el nivel freático vinculado a él: la cuenca cuenta con casi 5.000 pozos equipados en 2004, mientras que en la década de los sesenta sólo había alrededor de un centenar, aumento generado principalmente por incentivos públicos.
En la cuenca alta, los campesinos practican el secano: en esta zona predominan los olivos (71% de las plantaciones) y los almendros (12%) y los cereales aunque también existen pequeñas explotaciones ganaderas. Sin embargo, debido al pequeño tamaño de las granjas, a menudo de menos de cinco hectáreas, y las condiciones climáticas fluctuantes, los agricultores a menudo se ven obligados a migrar diaria o estacionalmente a las ciudades para complementar sus ingresos. Además, aparte de algunos municipios como El Alâa, Haffouz o Kesra, el hábitat está disperso, aislado y en ocasiones de difícil acceso. Los cultivos de regadío solo están presentes en unos pocos islotes vinculados a un recurso hídrico disponible porque la erosión del suelo proporciona bajos rendimientos.
En la cuenca río abajo, la agricultura de regadío, en particular la horticultura, está mucho más presente y el recurso hídrico ha permitido una gran diversificación de cultivos aunque el paisaje agrícola sigue siendo poco variado: cereales (como trigo duro, trigo harinero, sorgo, avena y cebada), patata, cebolla, guisantes, haba, pimiento, sandía, melón, tomate, olivo, manzanos, albaricoques o melocotoneros . La gobernación también es líder nacional en la producción de albaricoques y pimientos. A diferencia del caso de la cuenca río arriba, una familia se las arregla para vivir en una parcela irrigada que cubre solo una hectárea.
La buena calidad del agua en la cuenca aguas arriba ha permitido la aparición de numerosos pozos que abastecen la zona turística del Sahel.